# كأس الأبطال الفرنسي 2016
كأس الأبطال الفرنسي 2016 (بالفرنسية: 2016 Trophée des Champions)‏ هي النسخة الواحدة والعشرين من كأس الأبطال الفرنسي. جمعت المباراة بين باريس سان جيرمان بطل الدوري الفرنسي 2015–16 و‌كأس فرنسا 2015–16، و‌ ليون وصيف الدوري الفرنسي 2015–16.
ستُلعب المباراة يوم 6 أغسطس 2016 في ملعب هايبو-أرينا في كلاغنفورت في النمسا .
باريس سان جيرمان الذي حافظ على اللقب 3 مرات، وآخره كان على حساب ليون في نسخة 2015 التي لعبت في كندا.
فاز باريس سان جيرمان بهذه المباراة على ليون بأربعة أهداف لواحد.

## المباراة

### التفاصيل
| باريس سان جيرمان                                   | 4–1   | ليون       |
| -------------------------------------------------- | ----- | ---------- |
| باستوري 9' · لوكاس 19' · بن عرفة 34' · كورزاوا 54' | تقرير | توليسو 87' |

| باريس سان جيرمان | ليون |